# Sainte-Geneviève-sur-Argence
Sainte-Geneviève-sur-Argence (okzitanisch Sant Jurvèva) ist eine frühere französische Gemeinde mit 972 Einwohnern (Stand: 1. Januar 2018) im Département Aveyron in der Region Okzitanien. Als Gemeinde gehörte sie zum Arrondissement Rodez und zum Kanton Aubrac et Carladez. Die Einwohner werden Saint-Genovefains genannt.
Seit dem 1. Januar 2016 ist Sainte-Geneviève-sur-Argence Gemeindeteil der Commune nouvelle Argences en Aubrac.

## Geografie
Sainte-Geneviève-sur-Argence liegt etwa 52 Kilometer nordnordöstlich von Rodez. Der Truyère begrenzte die frühere Gemeinde im Norden und Westen.

## Bevölkerungsentwicklung
| 1962                       | 1968 | 1975 | 1982 | 1990 | 1999 | 2006 | 2013 |
| -------------------------- | ---- | ---- | ---- | ---- | ---- | ---- | ---- |
| 1181                       | 1145 | 1063 | 1174 | 1143 | 1027 | 1020 | 977  |
| Quellen: Cassini und INSEE |      |      |      |      |      |      |      |

## Sehenswürdigkeiten
- Kirche Saint-Étienne in Orlhaguet, Monument historique
- Kirche Sainte-Geneviève aus dem 19. Jahrhundert
- Kapelle von Mels, seit 1928 Monument historique
- Schloss Bénaven

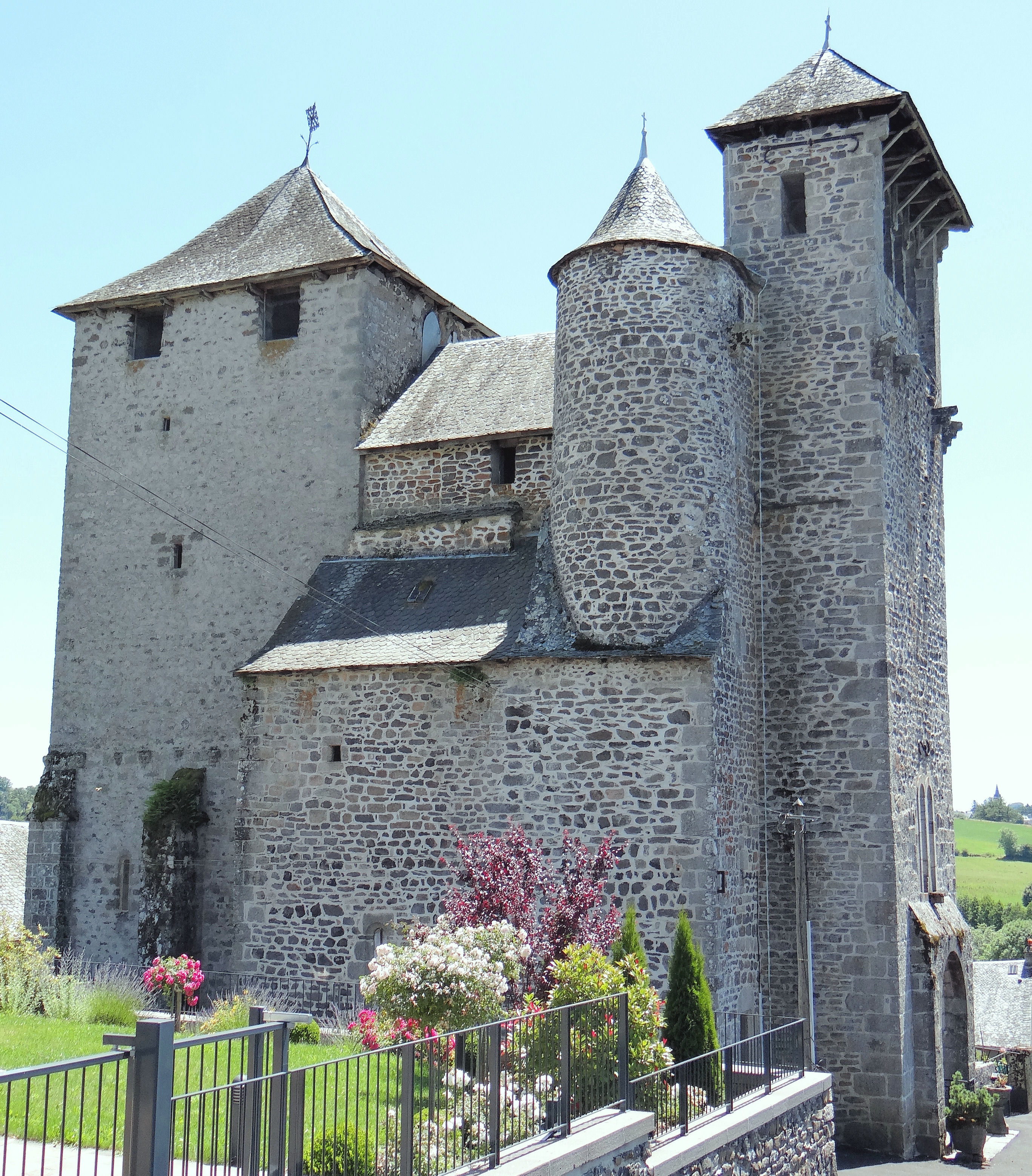
Kirche Saint-Étienne
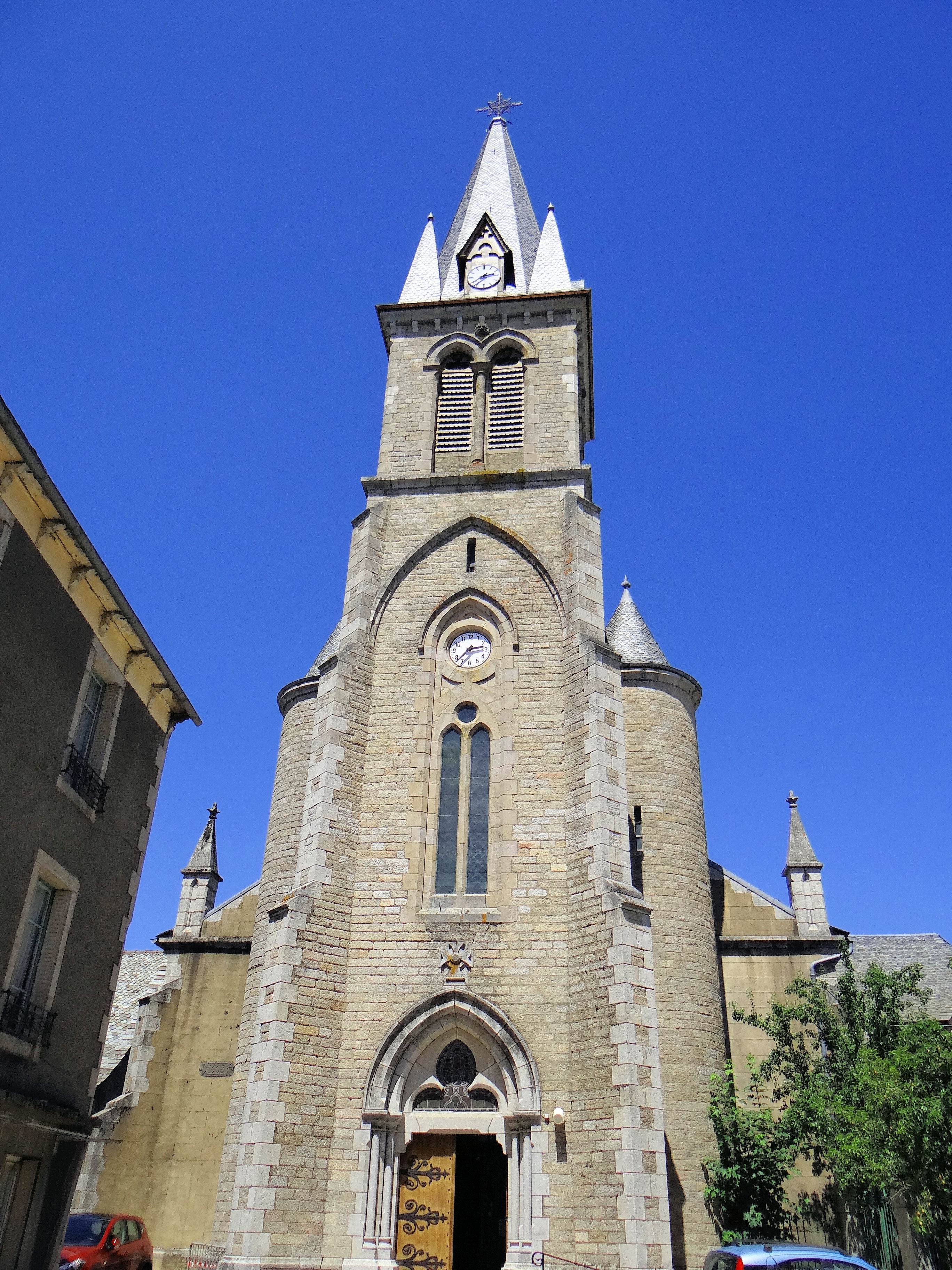
Kirche Sainte-Geneviève
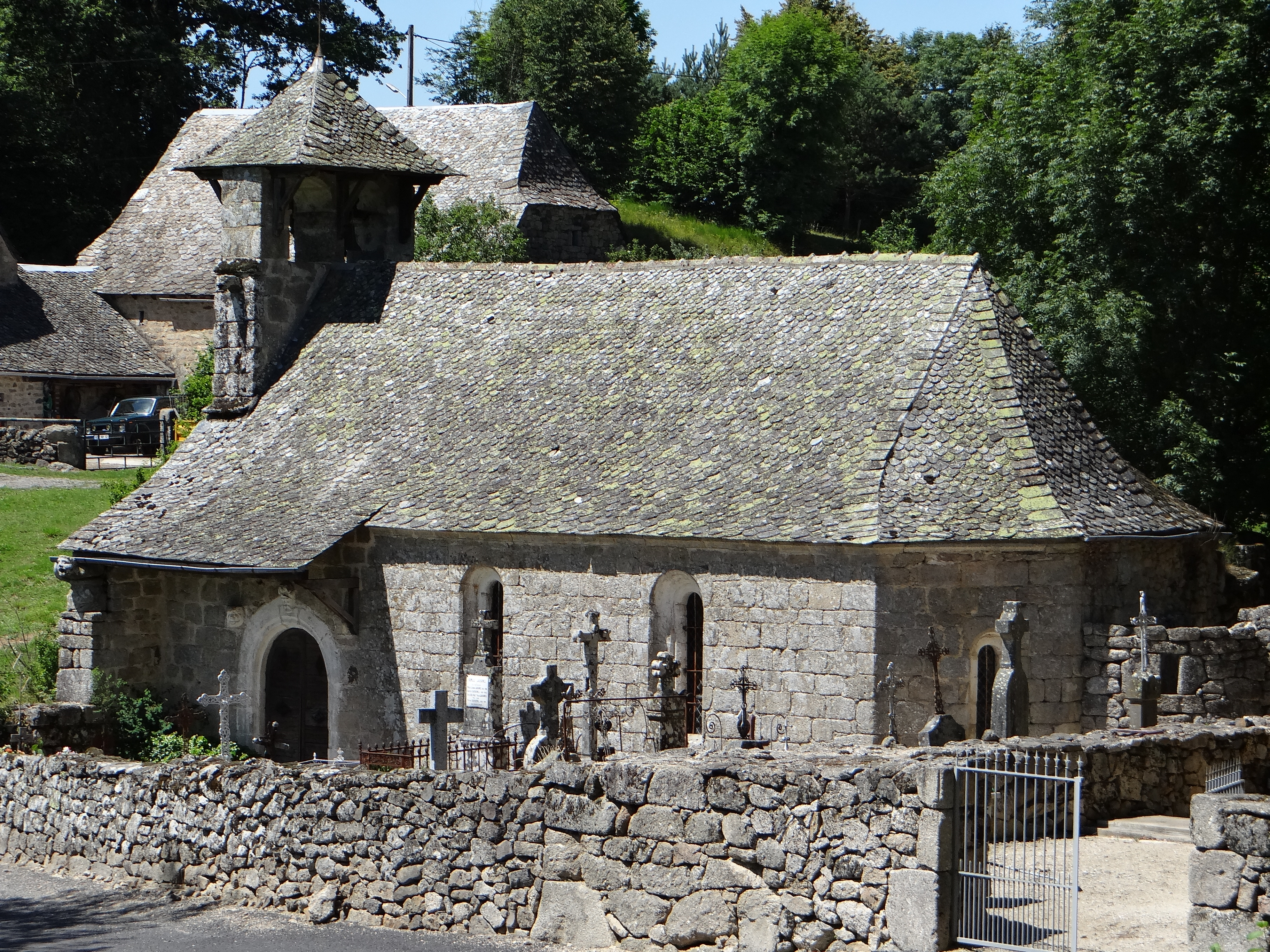
Kapelle Mels

## Persönlichkeiten
- Bernard Noël (1930–2021), französischer Dichter, geboren in Sainte-Geneviève-sur-Argence